# Третинне джерело інформації
Третинне джерело інформації —  назва класифікації джерела інформаційного матеріалу за послідовністю; являє собою огляд відомої інформації з певної проблеми, що відображає особисту думку автора, основану на проведеному аналізі численних джерел літератури без посилання на ці джерела (наприклад, підручники, монографії), тобто текстова консолідація інформації, яка зібрана з первинних або вторинних джерел літератури (наприклад, бібліографії).
Якщо між первинними і вторинними джерелами різниця в добре налагодженому історіописанні, то різниця між цими джерелами і третинними джерелами інформації повинна визначати пріоритети, і третинні джерела повинні бути більш актуальними в науково-дослідній роботі самвидавного контенту.
Енциклопедії і довідники є прикладами джерел інформації, які одночасно є і вторинними і третинними.